# Gabrielle Petit (résistante)
Pour les articles homonymes, voir Petit et Gabrielle Petit.
Gabrielle Petit, de son nom complet Gabrielle Aline Eugénie Marie Ghislaine Petit, née le 20 février 1893 à Tournai et morte fusillée le 1er avril 1916 à Schaerbeek, est une infirmière et résistante belge qui a fait de l'espionnage pour le compte des Alliés au cours de la Première Guerre mondiale.

## Biographie
Elle est la fille de Jules Charles Marie Petit, clerc de notaire, et d’Aline Irma Victorine Eugénie Ghislaine Ségard. Sa mère meurt dans son enfance et son père l'abandonne avec sa sœur au couvent des Dames du Sacré-Cœur à Mons. Peu après, elles sont récupérées par un oncle qui les confie au couvent des Sœurs de l'Enfant-Jésus (actuellement Institut médico-pédagogique Sainte-Gertrude) de Brugelette. À 17 ans, elle repart chez son père mais finit par emménager à Bruxelles où sa sœur lui trouve une place de gouvernante chez Mme Butin.
Elle a 21 ans lors de l'invasion soudaine de la Belgique par les troupes allemandes en 1914. Elle doit surseoir à son mariage. Tandis que Maurice Gobert, son fiancé, rejoint son régiment, Gabrielle s'engage comme infirmière à la Croix-Rouge de Belgique. Blessé lors des premiers combats, le jeune homme est fait prisonnier, mais s'évade presque aussitôt. Il se cache dans un pays désormais occupé. Convalescent, il veut rejoindre l'armée belge retranchée derrière l'Yser. Cependant, il faut passer par les Pays-Bas, restés hors du conflit, l'Angleterre et, enfin, le nord de la France. Gabrielle l'accompagne et le soutient.
En terre alliée, après une courte formation en espionnage, on lui propose une mission, qu'elle accepte. De retour à Bruxelles dès la fin juillet 1915, elle recueille et transmet aux états-majors alliés les positions et les mouvements des troupes ennemies dans le secteur de Maubeuge et de Lille. Elle distribue aussi de la presse clandestine dont La Libre Belgique, transmet des lettres aux soldats internés et fait passer la frontière française aux soldats néerlandais. Son pseudonyme pour les Alliées est Mlle Legrand.
Une première fois, la police secrète allemande la suspecte. Elle est arrêtée, questionnée puis, faute de preuves, libérée et poursuit ses missions jusqu'à ce qu'elle se fasse à nouveau arrêter le 20 janvier 1916,. Le 2 février, elle est transférée à la prison de Saint-Gilles. Le 3 mars, elle est condamnée à mort par un tribunal militaire allemand et est fusillée le 1er avril au Tir national. Elle prononce : « Vive le Roi ! Vive la... » mais n'a pas le temps d'achever sa phrase.
Un Te Deum est célébré en son honneur en la collégiale Saints-Michel-et-Gudule. L'événement est annoncé par cartes postales et il y a foule. C'est l'abbé Cardijn qui officie ; plus tard il fondera la Jeunesse ouvrière chrétienne et sera créé cardinal.
La guerre finie, les restes de Gabrielle Petit sont exhumés. Des funérailles nationales ont lieu en mai 1919 en présence de la reine Élisabeth de Belgique, qui dépose la croix de l'ordre de Léopold sur le cercueil dans un grand moment d'émotion populaire. Elle repose maintenant au cimetière de Schaerbeek.

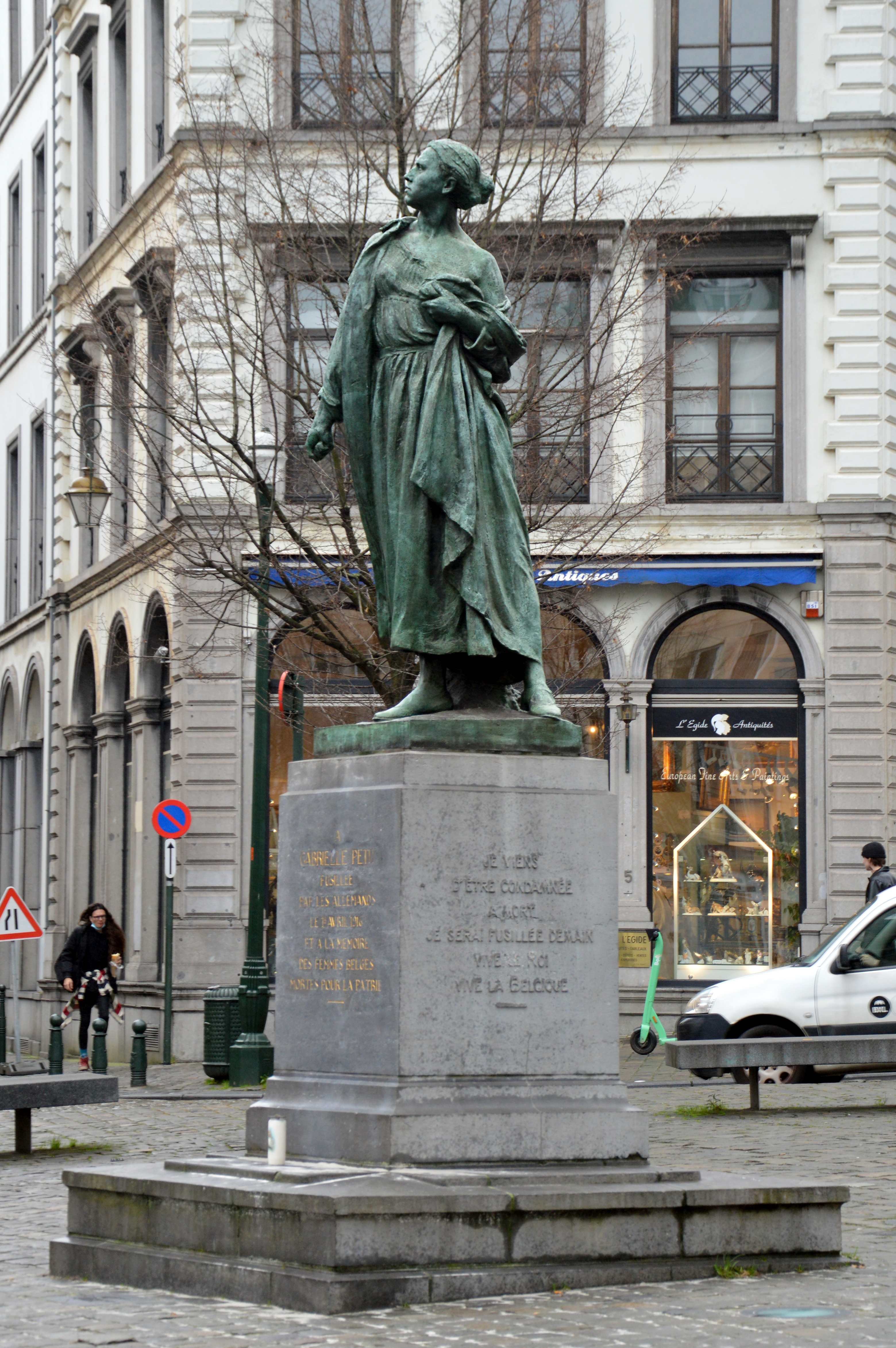
Statue de Gabrielle Petit, place Saint-Jean à Bruxelles.

## Mémoire
- Une statue à la mémoire de la jeune héroïne est érigée place Saint-Jean à Bruxelles[4].
- Une autre statue lui est consacrée dans sa ville natale de Tournai[5]. Le monument, inauguré le 21 juillet 1923, est l'œuvre de l'architecte Adrien Blomme et la statue d'Égide Rombaux.
- Une place porte son nom à Tournai[2].
- Le film de Francis Martin, Femme belge Gabrielle Petit (1928), est inspiré par sa vie.
- Camp Gabrielle Petit, à Hitfeld (Aachen - Allemagne), ancienne caserne belge.
- Une rue porte son nom à Roux (Hainaut)
- Un square porte son nom à Nivelles (Brabant wallon)
- Une allée porte son nom à Braine-le-Comte (Hainaut)
- Une rue porte son nom à Molenbeek Saint-Jean (commune de Bruxelles)